# Cyclophora impictaria
Cyclophora impictaria är en fjärilsart som beskrevs av Meves 1914. Cyclophora impictaria ingår i släktet Cyclophora och familjen mätare. Inga underarter finns listade i Catalogue of Life.